# 图门
图门（蒙古語發音：[tʰʊˈmɛ̃]；1962年10月—），吉林前郭尔罗斯人，蒙古族，中国共产党党员。中华人民共和国政治人物、第十三届全国人民代表大会吉林地区代表。

## 生平
曾任前郭县委副书记、县长，吉林省民族事务委员会副主任。
2018年2月24日，当选为第十三届全国人大代表。
2023年4月，因涉嫌严重违纪违法，图门主动投案接受纪检部门调查。